# Učitelé
Učitelé (v anglickém originále Teachers) je americká filmová komedie z roku 1984. Režisérem filmu je Arthur Hiller. Hlavní role ve filmu ztvárnili Nick Nolte, JoBeth Williams, Judd Hirsch, Ralph Macchio a Allen Garfield.

## Děj
Typické pondělní ráno na střední škole Johna F. Kennedyho v centru města Columbus ve státě Ohio provází konflikt mezi učiteli, pobodaný student a řeči o chystaném soudním procesu. Zástupce ředitele Roger Rubell a ředitel Eugene Horn se setkávají s právničkou Lisou Hammondovou, která má na starosti výpovědi v rámci žaloby nedávného absolventa proti škole, která mu udělila diplom navzdory jeho negramotnosti.
Alex Jurel je zkušený učitel společenských věd, který bere svou práci na lehkou váhu a je oblíbený, protože se dokáže se studenty ztotožnit a navázat s nimi kontakt. Alex je opotřebovaný léty, kdy se dostával mezi bouřlivé studenty a požadavky administrativy. Je pověřen dočasným převzetím povinností školního psychologa a stává se mentorem studenta Eddieho Pilikiana. Alex také naváže milostný vztah s Lisou, svou bývalou studentkou.
Herbert Gower je ambulantní pacient psychiatrické léčebny, který byl omylem považován za zastupujícího učitele a pověřen vedením hodiny dějepisu, kterou vede zábavně, poučně a poutavě. Ospalý starý učitel angličtiny pan Stiles své studenty ve skutečnosti neučí, ale pouze jim rozdává fotokopie pracovních listů, které mají během hodiny vyplnit, a během vyučování nepozorovaně umírá ve spánku. Učitel tělocviku pan Troy má sexuální vztah se studentkou. Eddieho nejlepšího kamaráda Dannyho, schizofrenního a kleptomanského studenta, zastřelí policie poté, co vytáhne zbraň při hledání drog.
Kurátorka Donna Burkeová a školní právník Al Lewis se snaží vyhnout špatné publicitě spojené se soudním procesem. Snaží se zjistit, kteří učitelé by mohli ve svých výpovědích poškodit pověst školy.
Vedení si uvědomuje, jakou hrozbu Alex představuje pro jejich společenské postavení, a donutí ho, aby před výpovědí odstoupil. Poté, co ho Lisa ostře zkritizuje, se nakonec postaví Burkovi a Rubellovi a připomene jim, že škola existuje pro studenty, a ne pro správce. Vyhrožuje také žalobou, pokud bude propuštěn. Hrdě se vrací do školy za hlasitého jásotu studentů.

## Obsazení
| Nick Nolte       | Alex Jurel     |
| JoBeth Williams  | Lisa Hammond   |
| Judd Hirsch      | Roger Rubell   |
| Ralph Macchio    | Eddie Pilikian |
| Allen Garfield   | Carl Rosenberg |
| Lee Grant        | Donna Burke    |
| Richard Mulligan | Herbert Gower  |
| Royal Dano       | Kenneth Stiles |
| Art Metrano      | Troy           |
| Laura Dern       | Diane Warren   |
| Crispin Glover   | Danny Reese    |
| Morgan Freeman   | Alan Lewis     |
| George Dzundza   | lékař          |